# Synaphris lehtineni
Synaphris lehtineni är en spindelart som beskrevs av Marusik, Gnelitsa och Mykola M. Kovblyuk 2005. Synaphris lehtineni ingår i släktet Synaphris och familjen Synaphridae.
Artens utbredningsområde är Ukraina. Inga underarter finns listade i Catalogue of Life.